# Neoepidesma soosi
Neoepidesma soosi är en tvåvingeart som beskrevs av Steyskal 1964. Neoepidesma soosi ingår i släktet Neoepidesma och familjen bredmunsflugor.
Artens utbredningsområde är Uganda. Inga underarter finns listade i Catalogue of Life.